# Душко Стевановић
Душко Стевановић Дуца (Београд, 5. јун 1955 — Шабац, 14. август 2023) био је српски филмски и позоришни глумац.

## Биографија и каријера
Рођен је 1955. године у Београду, а одрастао је на Дорћолу. Глумом је почео да се бави 1962. године, када је као ученик првог разреда основне школе постао члан Дечјег драмског студија РТВ Београд.
Био је члан Шабачког позоришта од 1980. године до пензије, Удружења драмских уметника Србије, дечјег и омладинског драмског студија и стипендиста РТВ Београд. Редовно је учествовао у емисијама драмског програма Радио Београда.
Позоришне улоге остварио је поред Шабачког позоришта у Атељеу 212 и Народном позоришту у Београду.
У Шабачком позоришту, одиграо је значајне улоге у представама: Сабирни центар, Чудо у Шаргану, Пуч, Стјуардесе, Раскршће, Сумњиво лице, Селектор, Српски рулет, Ожалошћена породица, Пивара, Путујуће позориште Шопаловић, Важно је звати се Ернест, Родољупци, Розенкарц и Гилдестрен су мртви, Живот је леп, Луда ноћ у хотелу Југославија, Долазе молери, Бонтонирани ћифта, Сабирни центар и другим. Генерације Шапчана памте га по улози Јоје у дечјој представи Лаку ноћ, Јоја.
Преминуо је 14. августа 2023. године, а сахрањен два дана касније на Новом гробљу у Шапцу.

## Филмографија
| Год.       | Назив                         | Улога \|- style="background: Lavender; text-align:center; " | 1960-е | 1960-е | 1960-е | 1960-е |
| 1965.      | Мртвима улаз забрањен         |                                                             |        |        |        |        |
| 1965.      | Како стоји ствар              |                                                             |        |        |        |        |
| 1966.      | Партија шаха с оцем           |                                                             |        |        |        |        |
| 1966.      | Једнооки војници              |                                                             |        |        |        |        |
| 1967.      | Ох, дивљино                   |                                                             |        |        |        |        |
| 1967.      | Дим                           | мали конобар / Габенов син                                  |        |        |        |        |
| 1967.      | Височка хроника               | дечак Исидор                                                |        |        |        |        |
| 1968.      | Моје је срце високо у брдима  |                                                             |        |        |        |        |
| 1970-е     |                               |                                                             |        |        |        |        |
| 1971.      | С ванглом у свет              | Зоран                                                       |        |        |        |        |
| 1974.      | Позориште у кући              | достављач                                                   |        |        |        |        |
| 1975.      | Песма                         |                                                             |        |        |        |        |
| 1977.      | Луде године                   | Бобин друг                                                  |        |        |        |        |
| 1979.      | Личне ствари                  |                                                             |        |        |        |        |
| 1980-е     |                               |                                                             |        |        |        |        |
| 1980.      | Дошло доба да се љубав проба  | Бобин друг                                                  |        |        |        |        |
| 1981.      | Љуби, љуби, ал’ главу не губи | Бобин друг                                                  |        |        |        |        |
| 1990-е     |                               |                                                             |        |        |        |        |
| 1994—1996. | Срећни људи                   | Младић у ГСП-у / рецепционер / шверцер 2                    |        |        |        |        |
| 2010-е     |                               |                                                             |        |        |        |        |
| 2018.      | Немањићи — рађање краљевине   | старији слуга                                               |        |        |        |        |
| 2018.      | Шифра Деспот                  | човечуљак                                                   |        |        |        |        |
| 2020-е     |                               |                                                             |        |        |        |        |
| 2021.      | Клан                          | архитекта                                                   |        |        |        |        |